# Canadees-Frans
Canadees-Frans (Frans:français canadien) is een van de variëteiten van het Frans, gesproken door de meerderheid van de Franstaligen in Canada, hoofdzakelijk inwoners van de provincie Quebec en het noorden van de naastgelegen provincie New Brunswick. De grote meerderheid van de Franstalige Canadezen spreekt het Quebecs-Frans, al zijn er ook andere dialecten die daar taalkundig los van staan.

## Plaatsbepaling
Ongeveer 24% van de Canadese bevolking spreekt Frans. Er zit wel een verschil tussen het Frans uit Frankrijk en het Canadees-Frans. De belangrijkste variëteit, het Quebecs-Frans, wordt ook gesproken door belangrijke minderheden in de Canadese provincies Ontario en Manitoba en door de kleine Franstalige gemeenschappen in Maine, New Hampshire en Vermont in de Verenigde Staten.
In ieder geval wordt het onderscheid gemaakt met sociolecten zoals enerzijds het Nieuw-Brunswijks Frans en het Ontario's Frans. Deze zijn van dezelfde origine als het Quebecs-Frans, maar gedifferentieerd door de Quiet Revolution. Anderzijds is er het Acadisch-Frans en het Newfoundlands-Frans. Deze Franse dialecten hebben taalkundig een andere oorsprong dan het Quebecs-Frans.

## Geschiedenis
Toen in begin 16e eeuw de eerste Franse kolonisten Canada ontdekten, werden er meteen steden gesticht. De eerste steden waren Montreal en Quebec. Eind 17e eeuw werd Frankrijk verslagen door zijn grootste vijand: Engeland. De Franse taal bleef echter bestaan in Quebec. Het kenmerkende verschil is dat het nooit qua grammatica en spelling dezelfde ontwikkeling heeft doorgemaakt als het Frans in Frankrijk en andere koloniën van Frankrijk. Deze Franse taal vertoont nog steeds grote gelijkenis met het Frans uit de 16de en 17de eeuw (het klassieke Frans). Dat maakt op dialectaal niveau een groot verschil ten opzichte van het Frans in België, Zwitserland, Frankrijk en andere landen. Toch kunnen Franstalige Canadezen en Fransen elkaar goed tot uitstekend begrijpen.

## Uitspraak
Net als in de fonetiek van het Canadees-Engels zijn in deze Franse taalvariëteit de tremulanten ofwel r-klanken goed vertegenwoordigd. Ook is het net als in andere varianten van het Frans gewoon om te nasaliseren, ofwel "door de neus" te praten.